# Liste von Segelfliegern
Die Liste von Segelfliegern ist alphabetisch sortiert.
Hier sollen Segelflieger aufgenommen werden, die seit Beginn des Segelfluges, also seit den 1920er Jahren Wesentliches in der Form geleistet haben, als dass sie:
- Segelflug-Weltmeisterschaften in den verschiedenen Klassen gewonnen haben
- Inhaber von Segelflugweltrekorden in den von der FAI festgelegten Klassen waren oder sind
- Andere wichtige Leistungen (z. B. Erstüberquerung der Alpen oder Anden) erbracht haben
- Andere wichtige Beiträge zur Gesamtentwicklung des Segelfluges beigetragen haben (literarische Werke, meteorologische Erkenntnisse, technische Entwicklungen).

## A
- Sergei Anochin, Sowjetunion
- Göran Ax, Schweden, Weltmeister 1972 Offene Klasse

## B
- Beat Peter Bünzli, Schweiz, mehrfacher Weltrekordler im Segel- und Motorsegelflug.
- Siegfried Baumgartl, Deutschland, zweimaliger Gewinner Barron Hilton Cup, mehrfacher Rekordhalter, Trainer beim NRW D-Kader
- Paul Bikle, USA, langjähriger Inhaber Höhenweltrekord
- Ingrid Blecher, Deutschland
- Tassilo Bode, Deutschland, Vize-Segelflugweltmeister 2008 und Europameister 2000 in der Offenen Klasse
- Georg Bollerhey, Deutschland
- Otto Braeutigam, (1912–1941) Deutschland
- Georg Brütting, Deutschland
- Michael Buchthal, Deutschland, Segelflugweltmeister 2008 in der Standardklasse

## C
- Janusz Centka, Polen, Weltmeister 1991, 1993 Offene Klasse
- Marcelle Choisnet-Gohard, Frankreich, Inhaberin verschiedener Weltrekorde, 1. Frau mit Gold-C

## D
- Hans Deutschmann (1911–1942), Deutschland, erste Nutzung von Leewellen im Segelflug
- Edgar Dittmar, Deutschland
- Heini Dittmar (1911–1960), Deutschland, Weltrekordhalter im Höhenflug, Sieger Rhönwettbewerb, Erste Überquerung der Alpen im Segelflug
- Wilhelm Düerkop genannt Salzmann, Deutschland, Segelkunstflugpilot und Förderer des Segelkunstfluges

## E
- Georg Eckle, Deutschland
- Einar Enevoldson, Norwegen, Mitinhaber Höhenweltrekord
- Gottlob Espenlaub, Deutschland, Konstrukteur und Teilnehmer der Rhönwettbewerbe

## F
- Albert Falderbaum, Deutschland, Kunstflieger
- Markus Feyerabend, Deutschland, Kunstflieger
- Fritz Fliegauf, Deutschland, Dauer-Segelflug Weltrekord
- Steve Fossett, USA, Mitinitiator des Perlan-Projekts für Höhenflüge
- Ernst Frowein, Deutschland, Weltmeister Doppelsitzer 1952 mit Hanna Reitsch
- Ludwig Fuß, Deutschland, Deutscher Meister im Segelkunstflug 1983, Vizeweltmeister im Segelkunstflug 1985, Weltmeister in der Bekannten Pflicht im Segelkunstflug 1985, Bayerischer Meister im Segelkunstflug 1982, 1984, 1991, 1993, 1995 und 1997

## G
- Bruno Gantenbrink, Deutschland, Segelflugweltmeister in der 15-Meter-Klasse 1989 und mehrfacher Deutscher Meister
- Adolf (Pirat) Gehringer, Schweiz
- Walter Georgii (1888–1968), Deutschland, Professor der Meteorologie und Forscher im Bereich Segelflug
- Hans Glöckl (1928–1988), Deutschland, mehrmaliger deutscher Meister
- Kurt Götze, Deutschland, Dauer-Segelflug Weltrekord
- Nicholas Goodhart, Großbritannien
- Oscar Goudriaan, Südafrika, Weltmeister 1991 Offene Klasse
- Günther Groenhoff (1908–1932), Deutschland, Weltrekordhalter im Streckenflug, Pionier des thermischen Segelfluges
- Hans-Werner Grosse, Deutschland, vielfacher Weltrekordhalter im Streckensegelflug
- Christine Grote, Deutschland, Weltmeisterin Club Klasse

## H
- Arndt Hovestadt, Deutschland, Segelflugweltmeister 2010 in der Clubklasse
- Reinhard Haggenmüller, Österreich
- Ernst Günter Haase, Deutschland, Segelflugweltmeister 1958 in der Offenen Klasse und Konstrukteur
- Andreas Hämmerle, Österreich, Weltcupsieger 1974 in der 19m-Klasse, mehrfacher Staatsmeister
- Friedrich Harth (1880–1936), Deutschland
- Martin Heide, Deutschland, Konstrukteur u. a. der ASH 25
- Karl-Heinz Hinz, Deutschland
- Wolf Hirth (1900–1959), Deutschland, Teilnehmer am 1. Rhönwettbewerb, Gründer der Akaflieg Stuttgart, Konstrukteur
- Ludwig Hofmann (Flieger) (1912–1979), Deutschland, Rhönsieger 1934, mehrfacher Weltrekordhalter
- Klaus Holighaus, Deutschland, mehrfacher Deutscher Meister und Rekordhalter, Segelflugzeugkonstrukteur und Hersteller
- Tilo Holighaus, Deutschland, Rekordhalter im  Streckensegelflug, mehrfacher Weltmeister und Deutscher Meister
- Pit van Husen, Deutschland
- Heinz Huth, Deutschland, zweimaliger Segelflugweltmeister
- Sepp Haggenmüller, Österreich, Tiroler Flugpionier

## J
- Ernst Jachtmann, Deutschland, Inhaber Dauerweltrekord, 1943, 55 h 52 min 60 sec mit einer DFS Weihe
- Hans Jacobs, Deutschland
- Hubert Jänsch, Deutschland, fünffacher Deutscher Meister im Segelkunstflug
- Richard (Dick) Johnson, USA, langjähriger Inhaber Streckenweltrekord

## K
- Georgy Kaminski, Russland, Segelkunstflugweltmeister 2005 und 2007
- Sebastian Kawa,[1] Polen,10-Facher Weltmeister zwischen 1999 und 2016 und mehrfacher Vizeweltmeister in 15 m Klasse, Europameister 18 m Klasse, Buchautor
- Jochen von Kalckreuth, Deutschland, Mitentwickler des Alpensegelfluges und Buchautor
- Ludwig Karch, Deutschland
- Holger Karow, Deutschland, Weltmeister 1999 in Bayreuth (GER), 2003 in Leszno (PL): Offene Klasse; außerdem Weltmeister 2016 in Potchefstroom (ZA): FAI Sailplane Grand Prix Finale (18 m Klasse)
- Max Kegel, Deutschland, erster Gewitterflug
- Friedrich Kensche, Deutschland, Motorsegler-Weltrekord
- Heinz Kensche, Deutschland, Segelflugzeugkonstrukteur
- Mario Kiessling, Deutschland, Vize-Segelflugweltmeister 2008, Europameister 2009 Standard Klasse
- Wolfgang Klemperer, Deutschland/USA
- Olga Klepikowa, Sowjetunion, langjährige Weltrekordhalterin (1939–1951) im freien Streckensegelflug
- Erich Klöckner, Deutschland, langjähriger Inhaber Höhenweltrekord
- Philipp Königs, Deutschland
- Paul Krekel, Deutschland
- Robert Kronfeld (1904–1948), Österreich, Weltrekordhalter Streckensegelflug
- Joachim Küttner, USA, Meteorologe mit Spezialgebiet Leewellen, Segelflugmäzen (Joachim Küttner Preis)
- Josef (Seff) Kunz, Deutschland, Mit-Organisator der Rhönwettbewerbe, ehemaliger Präsident des DAeC, Namensgeber des Seff-Kunz-Fonds zur Segelflugförderung

## L
- Jonas Langenegger, Schweiz, Weltmeister 2018 im Segelkunstflug Advanced
- Heli Lasch, Südafrika, Inhaber verschiedener südafrikanischer Rekorde
- Helmut Laurson, Deutschland, mehrfacher Deutscher und Bayerischer Segelkunstflugmeister
- George Lee, Großbritannien, Weltmeister 1976, 1978, 1981 Offene Klasse
- Alexander Lippisch, Deutschland, Flugzeugkonstrukteur und ehem. Leiter der Rhön-Rossitten-Gesellschaft
- Werner Luidolt, Österreich, Gewinner Barron Hilton Cup 2007/08 15 m Rennklasse, mehrfacher österreichischer Rekordhalter
- Claude Lopitaux, Frankreich, Weltmeister 1989 Offene Klasse
- Ray Lynskey, Neuseeland, Weltmeister 1995 Offene Klasse

## M
- Angelika Machinek, Deutschland, mehrfache Deutsche und Vizeweltmeisterin der Frauen
- Jerzy Makula, Polen, Segelkunstflugweltmeister 1985, 1987, 1989, 1991, 1993 und 1999, Segelkunstflugeuropameister 1998 und 2004
- Mikhail Mamistov, Russland, Segelkunstflugweltmeister 1995 und 1997, Segelkunstflugeuropameister 1996
- Guy Marchand, Frankreich, Inhaber Dauerweltrekord
- Viktor Maresch, Österreich, Nationaler Rekord im Streckensegelflug, Inhaber des FAI-Leistungsabzeichen Gold C mit 3 Diamanten Nr. 25
- Paul McCready, USA, Weltmeister 1956 (Offene Klasse); Erfinder der McCready-Rings als Voraussetzung zur einfachen Sollfahrtberechnung
- Martha Mendel, Deutschland, Gründerin der ersten deutschen Frauen-Segelfluggruppe; Weltrekordhalterin im Dauersegelflug
- Werner Meuser, Deutschland, Weltmeister 1997 und 2001, Deutscher Meister 2009
- George Moffat, USA, Weltmeister 1970, 1974 Offene Klasse
- Kees Musters, Niederlande

## N
- Johannes Nehring, Deutschland
- Walter Neubert, Deutschland
- Hans Nietlispach, Schweiz

## O
- Klaus Ohlmann, Deutschland, Inhaber vieler Segelflugweltrekorde
- Adele Orsi (1928–1998), Italien
- Giorgio Orsi, Italien

## P
- Alexandr Panfierov, Russland, Segelkunstflugweltmeister 2001
- Per Axel (Pelle) Persson, Schweden
- Ernst Gernot Peter, Deutschland
- Heinz Peters, Deutschland
- Dietmar Poll, Segelkunstflugweltmeister 2009, 21facher Staatsmeister im Segelkunstflug in 6 Ländern, Österreich

## R
- Karl Rabeder, Mitinhaber Streckenflug-Weltrekord
- Helmut Reichmann (1941–1992), Deutschland, Weltmeister 1970 und 1974 (Standard Klasse), 1978 (FAI-15m-Klasse); Mitinitiator des Barron-Hilton-Cups
- Hanna Reitsch (1912–1979), Deutschland
- Ingo Renner, Deutschland/Australien, Weltmeister 1976 (Standard Klasse), 1983, 1985 und 1987 (Offene Klasse)
- Peter Riedel, Deutschland
- John Robinson, USA, mehrfacher Segelflugmeister, 1. Segelflieger mit 3 Brillanten zur Gold-C
- Plinio Rovesti (1911–2006), Italien, Meteorologe vieler ital. Landes- und Weltmeisterschaften, Erforscher des Wellenfluges
- Fritz Rueb, Deutschland, Inhaber mehrerer Motorsegler-Weltrekorde

## S
- Otto Schäuble, Deutschland
- Max Schachenmann, Schweiz, mehrfacher Schweizer Segelflugmeister
- Egon Scheibe, Deutschland, Konstrukteur und Segelflugzeugproduzent
- Heinz Scheidhauer, Deutschland, überflog als erster im Segelflugzeug die Anden
- Alexander Schleicher (1901–1968), Deutschland, Segelflugzeugkonstrukteur und -produzent
- Marc Schroeder, Frankreich, Weltmeister 1981 (Standard Klasse), Vize-Weltmeister 1987 (Offene Klasse)
- Alf Schubert, Österreich
- Ferdinand Schulz, Deutschland, mehrfacher Weltrekordhalter
- Michael Sommer, Deutschland, dreifacher Weltmeister in der Offenen Klasse (2006, 2008 und 2010)
- Wolfgang Späte, Deutschland
- Fritz Stamer, Deutschland, Segelflugzeugkonstrukteur und Fluglehrer
- Karl Striedieck, USA, Inhaber von Streckenflug-Weltrekorden
- Josef Stüper, Deutschland
- Marek Szufa (1954–2011), Polen, Vize-Weltmeister im Segelkunstflug

## T
- Herbert Tilling, Deutschland, Deutscher Meister im Segelkunstflug
- Ferenc Toth, Ungarn, Segelkunstflugweltmeister 2003, Segelkunstflugeuropameister 2000 und 2006
- Helmut Treiber, Deutschland
- Henrik Theiss, Deutschland, Meister Pui Open 2022

## U
- Oskar Ursinus, Deutschland

## V
- Alfred Vogt, Deutschland, Konstrukteur u. a. der Lo 100

## W
- Gerhard Waibel, Deutschland, Segelflugzeugkonstrukteur
- Fred Weinholtz, Deutschland
- Philip Wills, Großbritannien, Mitbegründer der britischen Segelflugbewegung
- Harro Wödl, Österreich, Weltmeister 1968 Offene Klasse
- Jan Wróblewski, Polen, Weltmeister 1965 Offene Klasse mit Standardklasse Segelflugzeug SZD-24 „Foka 4“

## Z
- Hans Zacher (1912–2003), Deutschland: insbesondere wissenschaftliche Flugeigenschaftsvermessungen
- Rudolf Ziegler, Deutschland
- Claus-Dieter Zink (1940–2010), Deutschland, Segelflieger und Fotograf (Segelflug-Bildkalender)
- Ewald Zobel  legte als 99-zigster 1935 das Abzeichen C ab mit Flug von der Wasserkuppe (Rhön) nach Swinemünde, Fluglehrer in Strausberg und Trebbin[2]